# Examensrätt
Examensrätt eller examenstillstånd är rätten att få utfärda en viss examen. Examensrätt erhålls i Sverige genom att ett särskilt tillstånd utfärdas av Universitetskanslersämbetet (UK-ämbetet). För att erhålla examensrätt ansöker en statlig högskola direkt hos Högskoleverket. En enskild utbildningsanordnare, å andra sidan, ansöker hos regeringen, som med hjälp av UK-ämbetet (via ett så kallat yttrande) beslutar om ärendet.
En examensrätt kan dras in, både för statliga och enskilda utbildningsanordnare.